# ITM Cup 2015
ITM Cup 2015 – dziesiąta edycja zreformowanych rozgrywek National Provincial Championship, mistrzostw nowozelandzkich prowincji w rugby union, a czterdziesta ogółem. Zawody odbyły się w dniach 13 sierpnia – 24 października 2015 roku.
Czternaście uczestniczących zespołów rywalizowało systemem kołowym w ramach dwóch hierarchicznie ułożonych siedmiozespołowych dywizji, dodatkowo każda drużyna rozgrywała cztery spotkania z zespołami z innej dywizji. Najlepsze cztery drużyny z każdej grupy rywalizowały następnie w fazie pucharowej – zwycięzca Premiership triumfował w całych zawodach, zaś zwycięstwo w Championship było premiowane awansem do najwyższej klasy rozgrywkowej kosztem jej najsłabszej drużyny. Zwycięzca meczu zyskiwał cztery punkty, za remis przysługiwały dwa punkty, porażka nie była punktowana, a zdobycie przynajmniej czterech przyłożeń lub przegrana nie więcej niż siedmioma punktami premiowana była natomiast punktem bonusowym. W przypadku tej samej liczby punktów przy ustalaniu pozycji w grupie brane były pod uwagę kolejno następujące kryteria: wynik bezpośredniego meczu między zainteresowanymi drużynami, lepsza różnica punktów zdobytych i straconych we wszystkich meczach grupowych, wyższa liczba zdobytych przyłożeń, wyższa liczba zdobytych punktów, ostatecznie zaś rzut monetą. Pary spotkań międzydywizyjnych ustalono na początku grudnia 2014 roku, cały terminarz został zaś ogłoszony w kwietniu 2015 roku. Składy zespołów i sędziowie zawodów.
Do finału Premiership awansowały zespoły Canterbury i Auckland, a spośród nich lepsza okazała się drużyna Canterbury, dla której był to siódmy tytuł w ostatnich ośmiu sezonach. Z kolei w finale Championship lepszy od Wellington okazał się zespół Hawke’s Bay, który tym samym uzyskał awans do elity.
Najlepszym zawodnikiem tej edycji został uznany George Moala. Najwięcej punktów w sezonie zdobył Tom Taylor, w klasyfikacji przyłożeń z dziesięcioma zwyciężyli zaś George Moala i Rob Thompson.

## Faza grupowa

### Mecze
| 13 sierpnia 201519:35 | Southland | 23:23 | Auckland | Rugby Park Stadium, Invercargill Sędzia: Kane McBride |
| 13 sierpnia 201519:35 |           | 23:23 |          | Rugby Park Stadium, Invercargill Sędzia: Kane McBride |

| 14 sierpnia 201518:05 | Waikato | 20:35 | Tasman | Waikato Stadium, Hamilton Sędzia: Nick Briant |
| 14 sierpnia 201518:05 |         | 20:35 |        | Waikato Stadium, Hamilton Sędzia: Nick Briant |

| 14 sierpnia 201520:05 | Bay of Plenty | 20:11 | North Harbour | ASB Stadium, Mount Maunganui Sędzia: Paul Williams |
| 14 sierpnia 201520:05 |               | 20:11 |               | ASB Stadium, Mount Maunganui Sędzia: Paul Williams |

| 15 sierpnia 201514:35 | Taranaki | 14:19 | Wellington | Yarrow Stadium, New Plymouth Sędzia: Chris Pollock |
| 15 sierpnia 201514:35 |          | 14:19 |            | Yarrow Stadium, New Plymouth Sędzia: Chris Pollock |

| 15 sierpnia 201516:35 | Otago | 24:38 | Canterbury | Forsyth Barr Stadium, Dunedin Sędzia: Michael Lash |
| 15 sierpnia 201516:35 |       | 24:38 |            | Forsyth Barr Stadium, Dunedin Sędzia: Michael Lash |

| 16 sierpnia 201514:35 | Counties Manukau | 36:35 | Manawatu | ECOLight Stadium, Pukekohe Sędzia: Brendon Pickerill |
| 16 sierpnia 201514:35 |                  | 36:35 |          | ECOLight Stadium, Pukekohe Sędzia: Brendon Pickerill |

| 16 sierpnia 201516:35 | Hawke’s Bay | 39:10 | Northland | McLean Park, Napier Sędzia: Shane McDermott |
| 16 sierpnia 201516:35 |             | 39:10 |           | McLean Park, Napier Sędzia: Shane McDermott |

| 20 sierpnia 201519:35 | North Harbour | 0:43 | Wellington | QBE Stadium, Auckland Sędzia: Shane McDermott |
| 20 sierpnia 201519:35 |               | 0:43 |            | QBE Stadium, Auckland Sędzia: Shane McDermott |

| 21 sierpnia 201519:35 | Tasman | 34:13 | Bay of Plenty | Trafalgar Park, Nelson Sędzia: Nick Briant |
| 21 sierpnia 201519:35 |        | 34:13 |               | Trafalgar Park, Nelson Sędzia: Nick Briant |

| 22 sierpnia 201514:35 | Manawatu | 21:28 | Waikato | Arena Manawatu, Palmerston North Sędzia: Chris Pollock |
| 22 sierpnia 201514:35 |          | 21:28 |         | Arena Manawatu, Palmerston North Sędzia: Chris Pollock |

| 22 sierpnia 201517:35 | Northland | 18:27 | Southland | Toll Stadium, Whangarei Sędzia: Ben O’Keeffe |
| 22 sierpnia 201517:35 |           | 18:27 |           | Toll Stadium, Whangarei Sędzia: Ben O’Keeffe |

| 22 sierpnia 201519:35 | Otago | 22:39 | Hawke’s Bay | Forsyth Barr Stadium, Dunedin Sędzia: Richard Kelly |
| 22 sierpnia 201519:35 |       | 22:39 |             | Forsyth Barr Stadium, Dunedin Sędzia: Richard Kelly |

| 23 sierpnia 201514:35 | Auckland | 30:24 | Taranaki | Eden Park, Auckland Sędzia: Mike Fraser |
| 23 sierpnia 201514:35 |          | 30:24 |          | Eden Park, Auckland Sędzia: Mike Fraser |

| 23 sierpnia 201516:35 | Canterbury | 20:15 | Counties Manukau | Rugby League Park, Christchurch Sędzia: Glen Jackson |
| 23 sierpnia 201516:35 |            | 20:15 |                  | Rugby League Park, Christchurch Sędzia: Glen Jackson |

| 26 sierpnia 201519:35 | Bay of Plenty | 26:10 | Southland | ASB Stadium, Mount Maunganui Sędzia: Mike Fraser |
| 26 sierpnia 201519:35 |               | 26:10 |           | ASB Stadium, Mount Maunganui Sędzia: Mike Fraser |

| 27 sierpnia 201519:35 | Tasman | 41:21 | Manawatu | Lansdowne Park, Blenheim Sędzia: Glen Jackson |
| 27 sierpnia 201519:35 |        | 41:21 |          | Lansdowne Park, Blenheim Sędzia: Glen Jackson |

| 28 sierpnia 201519:35 | Counties Manukau | 11:35 | Hawke’s Bay | ECOLight Stadium, Pukekohe Sędzia: Aki Aso |
| 28 sierpnia 201519:35 |                  | 11:35 |             | ECOLight Stadium, Pukekohe Sędzia: Aki Aso |

| 29 sierpnia 201514:35 | Auckland | 21:27 | Canterbury | Eden Park, Auckland Sędzia: Chris Pollock |
| 29 sierpnia 201514:35 |          | 21:27 |            | Eden Park, Auckland Sędzia: Chris Pollock |

| 29 sierpnia 201517:35 | Taranaki | 27:34 | Otago | Yarrow Stadium, New Plymouth Sędzia: Jamie Nutbrown |
| 29 sierpnia 201517:35 |          | 27:34 |       | Yarrow Stadium, New Plymouth Sędzia: Jamie Nutbrown |

| 29 sierpnia 201519:35 | Wellington | 29:0 | Northland | Westpac Stadium, Wellington Sędzia: Cam Stone |
| 29 sierpnia 201519:35 |            | 29:0 |           | Westpac Stadium, Wellington Sędzia: Cam Stone |

| 30 sierpnia 201514:35 | Bay of Plenty | 10:43 | Waikato | Tauranga Domain, Tauranga Sędzia: Mike Fraser |
| 30 sierpnia 201514:35 |               | 10:43 |         | Tauranga Domain, Tauranga Sędzia: Mike Fraser |

| 30 sierpnia 201516:35 | Southland | 25:26 | North Harbour | Rugby Park Stadium, Invercargill Sędzia: Brett Johnson |
| 30 sierpnia 201516:35 |           | 25:26 |               | Rugby Park Stadium, Invercargill Sędzia: Brett Johnson |

| 2 września 201519:35 | Taranaki | 17:10 | Counties Manukau | Yarrow Stadium, New Plymouth Sędzia: Nick Briant |
| 2 września 201519:35 |          | 17:10 |                  | Yarrow Stadium, New Plymouth Sędzia: Nick Briant |

| 3 września 201519:35 | Manawatu | 7:57 | Canterbury | Arena Manawatu, Palmerston North Sędzia: Aki Aso |
| 3 września 201519:35 |          | 7:57 |            | Arena Manawatu, Palmerston North Sędzia: Aki Aso |

| 4 września 201519:35 | Otago | 17:34 | Tasman | Forsyth Barr Stadium, Dunedin Sędzia: Paul Williams |
| 4 września 201519:35 |       | 17:34 |        | Forsyth Barr Stadium, Dunedin Sędzia: Paul Williams |

| 5 września 201514:35 | Waikato | 28:50 | Auckland | Waikato Stadium, Hamilton Sędzia: Mike Fraser |
| 5 września 201514:35 |         | 28:50 |          | Waikato Stadium, Hamilton Sędzia: Mike Fraser |

| 5 września 201517:35 | Southland | 3:53 | Wellington | Rugby Park Stadium, Invercargill Sędzia: Angus Mabey |
| 5 września 201517:35 |           | 3:53 |            | Rugby Park Stadium, Invercargill Sędzia: Angus Mabey |

| 5 września 201519:35 | Hawke’s Bay | 48:32 | North Harbour | McLean Park, Napier Sędzia: Glen Jackson |
| 5 września 201519:35 |             | 48:32 |               | McLean Park, Napier Sędzia: Glen Jackson |

| 6 września 201514:35 | Northland | 7:50 | Taranaki | Toll Stadium, Whangarei Sędzia: Brendon Pickerill |
| 6 września 201514:35 |           | 7:50 |          | Toll Stadium, Whangarei Sędzia: Brendon Pickerill |

| 6 września 201516:35 | Counties Manukau | 26:37 | Bay of Plenty | ECOLight Stadium, Pukekohe Sędzia: Richard Kelly |
| 6 września 201516:35 |                  | 26:37 |               | ECOLight Stadium, Pukekohe Sędzia: Richard Kelly |

| 9 września 201519:35 | Auckland | 45:28 | Manawatu | Eden Park, Auckland Sędzia: Paul Williams |
| 9 września 201519:35 |          | 45:28 |          | Eden Park, Auckland Sędzia: Paul Williams |

| 10 września 201519:35 | Waikato | 30:25 | Southland | Waikato Stadium, Hamilton Sędzia: Shuhei Kubo |
| 10 września 201519:35 |         | 30:25 |           | Waikato Stadium, Hamilton Sędzia: Shuhei Kubo |

| 11 września 201519:35 | Wellington | 17:36 | Tasman | Westpac Stadium, Wellington Sędzia: Kane McBride |
| 11 września 201519:35 |            | 17:36 |        | Westpac Stadium, Wellington Sędzia: Kane McBride |

| 12 września 201514:35 | North Harbour | 28:20 | Counties Manukau | QBE Stadium, Auckland Sędzia: Will Houston |
| 12 września 201514:35 |               | 28:20 |                  | QBE Stadium, Auckland Sędzia: Will Houston |

| 12 września 201517:35 | Bay of Plenty | 9:32 | Taranaki | Rotorua International Stadium, Rotorua Sędzia: Angus Mabey |
| 12 września 201517:35 |               | 9:32 |          | Rotorua International Stadium, Rotorua Sędzia: Angus Mabey |

| 12 września 201519:35 | Canterbury | 29:14 | Hawke’s Bay | Rugby League Park, Christchurch Sędzia: Brendon Pickerill |
| 12 września 201519:35 |            | 29:14 |             | Rugby League Park, Christchurch Sędzia: Brendon Pickerill |

| 13 września 201514:35 | Auckland | 35:29 | Otago | Eden Park, Auckland Sędzia: Brett Johnson |
| 13 września 201514:35 |          | 35:29 |       | Eden Park, Auckland Sędzia: Brett Johnson |

| 13 września 201516:35 | Manawatu | 42:17 | Northland | Arena Manawatu, Palmerston North Sędzia: Ben O’Keeffe |
| 13 września 201516:35 |          | 42:17 |           | Arena Manawatu, Palmerston North Sędzia: Ben O’Keeffe |

| 16 września 201519:35 | Tasman | 39:20 | North Harbour | Trafalgar Park, Nelson Sędzia: Shuhei Kubo |
| 16 września 201519:35 |        | 39:20 |               | Trafalgar Park, Nelson Sędzia: Shuhei Kubo |

| 17 września 201519:35 | Wellington | 36:37 | Otago | Westpac Stadium, Wellington Sędzia: Will Houston |
| 17 września 201519:35 |            | 36:37 |       | Westpac Stadium, Wellington Sędzia: Will Houston |

| 18 września 201519:35 | Taranaki | 41:0 | Waikato | Yarrow Stadium, New Plymouth Sędzia: Shane McDermott |
| 18 września 201519:35 |          | 41:0 |         | Yarrow Stadium, New Plymouth Sędzia: Shane McDermott |

| 19 września 201514:35 | Hawke’s Bay | 23:17 | Bay of Plenty | McLean Park, Napier Sędzia: Ben O’Keeffe |
| 19 września 201514:35 |             | 23:17 |               | McLean Park, Napier Sędzia: Ben O’Keeffe |

| 19 września 201517:35 | Southland | 49:14 | Manawatu | Rugby Park Stadium, Invercargill Sędzia: Nick Briant |
| 19 września 201517:35 |           | 49:14 |          | Rugby Park Stadium, Invercargill Sędzia: Nick Briant |

| 19 września 201519:35 | Northland | 17:42 | Counties Manukau | Toll Stadium, Whangarei Sędzia: Liam Scanlon |
| 19 września 201519:35 |           | 17:42 |                  | Toll Stadium, Whangarei Sędzia: Liam Scanlon |

| 20 września 201514:35 | North Harbour | 10:17 | Canterbury | QBE Stadium, Auckland Sędzia: Cam Stone |
| 20 września 201514:35 |               | 10:17 |            | QBE Stadium, Auckland Sędzia: Cam Stone |

| 20 września 201516:35 | Tasman | 19:28 | Auckland | Lansdowne Park, Blenheim Sędzia: Jamie Nutbrown |
| 20 września 201516:35 |        | 19:28 |          | Lansdowne Park, Blenheim Sędzia: Jamie Nutbrown |

| 23 września 201519:35 | Canterbury | 18:17 | Waikato | Rugby League Park, Christchurch Sędzia: Paul Williams |
| 23 września 201519:35 |            | 18:17 |         | Rugby League Park, Christchurch Sędzia: Paul Williams |

| 24 września 201519:35 | Hawke’s Bay | 17:12 | Auckland | McLean Park, Napier Sędzia: Nick Briant |
| 24 września 201519:35 |             | 17:12 |          | McLean Park, Napier Sędzia: Nick Briant |

| 25 września 201519:35 | Northland | 5:37 | Bay of Plenty | Toll Stadium, Whangarei Sędzia: Michael Lash |
| 25 września 201519:35 |           | 5:37 |               | Toll Stadium, Whangarei Sędzia: Michael Lash |

| 26 września 201514:35 | Counties Manukau | 42:33 | Tasman | ECOLight Stadium, Pukekohe Sędzia: Kane McBride |
| 26 września 201514:35 |                  | 42:33 |        | ECOLight Stadium, Pukekohe Sędzia: Kane McBride |

| 26 września 201517:35 | Otago | 61:7 | Southland | Forsyth Barr Stadium, Dunedin Sędzia: Jamie Nutbrown |
| 26 września 201517:35 |       | 61:7 |           | Forsyth Barr Stadium, Dunedin Sędzia: Jamie Nutbrown |

| 26 września 201519:35 | Manawatu | 31:17 | North Harbour | Arena Manawatu, Palmerston North Sędzia: Ben O’Keeffe |
| 26 września 201519:35 |          | 31:17 |               | Arena Manawatu, Palmerston North Sędzia: Ben O’Keeffe |

| 27 września 201514:35 | Waikato | 14:21 | Wellington | Waikato Stadium, Hamilton Sędzia: Brendon Pickerill |
| 27 września 201514:35 |         | 14:21 |            | Waikato Stadium, Hamilton Sędzia: Brendon Pickerill |

| 27 września 201516:35 | Canterbury | 21:24 | Taranaki | Rugby League Park, Christchurch Sędzia: Shane McDermott |
| 27 września 201516:35 |            | 21:24 |          | Rugby League Park, Christchurch Sędzia: Shane McDermott |

| 30 września 201519:35 | Wellington | 22:22 | Hawke’s Bay | Westpac Stadium, Wellington Sędzia: Brendon Pickerill |
| 30 września 201519:35 |            | 22:22 |             | Westpac Stadium, Wellington Sędzia: Brendon Pickerill |

| 1 października 201519:35 | North Harbour | 32:39 | Otago | QBE Stadium, Auckland Sędzia: Brett Johnson |
| 1 października 201519:35 |               | 32:39 |       | QBE Stadium, Auckland Sędzia: Brett Johnson |

| 2 października 201519:35 | Waikato | 9:30 | Counties Manukau | Waikato Stadium, Hamilton Sędzia: Richard Kelly |
| 2 października 201519:35 |         | 9:30 |                  | Waikato Stadium, Hamilton Sędzia: Richard Kelly |

| 3 października 201514:35 | Tasman | 25:41 | Canterbury | Trafalgar Park, Nelson Sędzia: Ben O’Keeffe |
| 3 października 201514:35 |        | 25:41 |            | Trafalgar Park, Nelson Sędzia: Ben O’Keeffe |

| 3 października 201517:35 | Manawatu | 10:41 | Taranaki | Arena Manawatu, Palmerston North Sędzia: Angus Mabey |
| 3 października 201517:35 |          | 10:41 |          | Arena Manawatu, Palmerston North Sędzia: Angus Mabey |

| 3 października 201519:35 | Auckland | 64:21 | Northland | Eden Park, Auckland Sędzia: Jamie Nutbrown |
| 3 października 201519:35 |          | 64:21 |           | Eden Park, Auckland Sędzia: Jamie Nutbrown |

| 4 października 201514:35 | Southland | 28:35 | Hawke’s Bay | Rugby Park Stadium, Invercargill Sędzia: Shane McDermott |
| 4 października 201514:35 |           | 28:35 |             | Rugby Park Stadium, Invercargill Sędzia: Shane McDermott |

| 4 października 201516:35 | Bay of Plenty | 13:31 | Wellington | ASB Stadium, Mount Maunganui Sędzia: Michael Lash |
| 4 października 201516:35 |               | 13:31 |            | ASB Stadium, Mount Maunganui Sędzia: Michael Lash |

| 7 października 201519:35 | Northland | 36:54 | Otago | Toll Stadium, Whangarei Sędzia: Liam Scanlon |
| 7 października 201519:35 |           | 36:54 |       | Toll Stadium, Whangarei Sędzia: Liam Scanlon |

| 8 października 201519:35 | Taranaki | 17:35 | Tasman | Yarrow Stadium, New Plymouth Sędzia: Kane McBride |
| 8 października 201519:35 |          | 17:35 |        | Yarrow Stadium, New Plymouth Sędzia: Kane McBride |

| 9 października 201519:35 | Hawke’s Bay | 30:36 | Waikato | McLean Park, Napier Sędzia: Nick Briant |
| 9 października 201519:35 |             | 30:36 |         | McLean Park, Napier Sędzia: Nick Briant |

| 10 października 201514:35 | Canterbury | 39:20 | Southland | Rugby League Park, Christchurch Sędzia: Ben O’Keeffe |
| 10 października 201514:35 |            | 39:20 |           | Rugby League Park, Christchurch Sędzia: Ben O’Keeffe |

| 10 października 201517:35 | Wellington | 33:39 | Manawatu | Westpac Stadium, Wellington Sędzia: Richard Kelly |
| 10 października 201517:35 |            | 33:39 |          | Westpac Stadium, Wellington Sędzia: Richard Kelly |

| 10 października 201519:35 | Counties Manukau | 16:31 | Auckland | ECOLight Stadium, Pukekohe Sędzia: Paul Williams |
| 10 października 201519:35 |                  | 16:31 |          | ECOLight Stadium, Pukekohe Sędzia: Paul Williams |

| 11 października 201514:35 | North Harbour | 36:12 | Northland | QBE Stadium, Auckland Sędzia: Brett Johnson |
| 11 października 201514:35 |               | 36:12 |           | QBE Stadium, Auckland Sędzia: Brett Johnson |

| 11 października 201516:35 | Otago | 43:30 | Bay of Plenty | Forsyth Barr Stadium, Dunedin Sędzia: Angus Mabey |
| 11 października 201516:35 |       | 43:30 |               | Forsyth Barr Stadium, Dunedin Sędzia: Angus Mabey |

## Faza pucharowa

### Premiership
|  |                      |            |          |                      |    |            |            |       |
|  | Półfinał             | Półfinał   | Półfinał |                      |    | Finał      | Finał      | Finał |
|  | Półfinał             | Półfinał   | Półfinał |                      |    | Finał      | Finał      | Finał |
|  | 17 października 2015 |            |          |                      |    |            |            |       |
|  |                      |            |          |                      |    |            |            |       |
|  | Canterbury           | Canterbury | 46       |                      |    |            |            |       |
|  | Canterbury           | Canterbury | 46       | 24 października 2015 |    |            |            |       |
|  | Taranaki             | Taranaki   | 20       |                      |    |            |            |       |
|  | Taranaki             | Taranaki   | 20       |                      |    | Canterbury | Canterbury | 25    |
|  | 16 października 2015 |            |          |                      |    | Canterbury | Canterbury | 25    |
|  |                      |            | Auckland | Auckland             | 23 |            |            |       |
|  | Auckland             | Auckland   | Auckland | Auckland             | 23 | 44         |            |       |
|  | Auckland             | Auckland   |          |                      |    |            |            |       |
|  | Tasman               | Tasman     | 24       |                      |    |            |            |       |
|  | Tasman               | Tasman     | 24       |                      |    |            |            |       |

| 17 października 201517:05 | Canterbury | 46:20(19:8) | Taranaki | Rugby League Park, Christchurch Sędzia: Nick Briant |
| 17 października 201517:05 |            | 46:20(19:8) |          | Rugby League Park, Christchurch Sędzia: Nick Briant |

| 16 października 201519:35 | Auckland | 44:24(20:3) | Tasman | Eden Park, Auckland Sędzia: Ben O’Keeffe |
| 16 października 201519:35 |          | 44:24(20:3) |        | Eden Park, Auckland Sędzia: Ben O’Keeffe |

| 24 października 201519:35 | Canterbury | 25:23(19:16) | Auckland | Rugby League Park, Christchurch Sędzia: Ben O’Keeffe |
| 24 października 201519:35 |            | 25:23(19:16) |          | Rugby League Park, Christchurch Sędzia: Ben O’Keeffe |

### Championship
|  |                      |               |            |                      |    |             |             |       |
|  | Półfinał             | Półfinał      | Półfinał   |                      |    | Finał       | Finał       | Finał |
|  | Półfinał             | Półfinał      | Półfinał   |                      |    | Finał       | Finał       | Finał |
|  | 17 października 2015 |               |            |                      |    |             |             |       |
|  |                      |               |            |                      |    |             |             |       |
|  | Hawke’s Bay          | Hawke’s Bay   | 33         |                      |    |             |             |       |
|  | Hawke’s Bay          | Hawke’s Bay   | 33         | 23 października 2015 |    |             |             |       |
|  | Bay of Plenty        | Bay of Plenty | 26         |                      |    |             |             |       |
|  | Bay of Plenty        | Bay of Plenty | 26         |                      |    | Hawke’s Bay | Hawke’s Bay | 26    |
|  | 17 października 2015 |               |            |                      |    | Hawke’s Bay | Hawke’s Bay | 26    |
|  |                      |               | Wellington | Wellington           | 25 |             |             |       |
|  | Wellington           | Wellington    | Wellington | Wellington           | 25 | 34          |             |       |
|  | Wellington           | Wellington    |            |                      |    |             |             |       |
|  | Otago                | Otago         | 14         |                      |    |             |             |       |
|  | Otago                | Otago         | 14         |                      |    |             |             |       |

| 17 października 201514:35 | Hawke’s Bay | 33:26(13:18) | Bay of Plenty | McLean Park, Napier Sędzia: Brendon Pickerill |
| 17 października 201514:35 |             | 33:26(13:18) |               | McLean Park, Napier Sędzia: Brendon Pickerill |

| 17 października 201519:35 | Wellington | 34:14(17:7) | Otago | Westpac Stadium, Wellington Sędzia: Paul Williams |
| 17 października 201519:35 |            | 34:14(17:7) |       | Westpac Stadium, Wellington Sędzia: Paul Williams |

| 23 października 201519:35 | Hawke’s Bay | 26:25(16:20) | Wellington | McLean Park, Napier Sędzia: Nick Briant |
| 23 października 201519:35 |             | 26:25(16:20) |            | McLean Park, Napier Sędzia: Nick Briant |